# Dorysthetus espiritosantensis
Dorysthetus espiritosantensis är en skalbaggsart som beskrevs av Ohaus 1905. Dorysthetus espiritosantensis ingår i släktet Dorysthetus och familjen Rutelidae. Inga underarter finns listade i Catalogue of Life.